# Mikroregion Tabuleiro

Mikroregion Tabuleiro

Mikroregion Tabuleiro – mikroregion w brazylijskim stanie Santa Catarina należący do mezoregionu Grande Florianópolis. Ma powierzchnię 2.630,3 km²

## Gminy
- Águas Mornas
- Alfredo Wagner
- Anitápolis
- Rancho Queimado
- São Bonifácio